# 砥峰高原

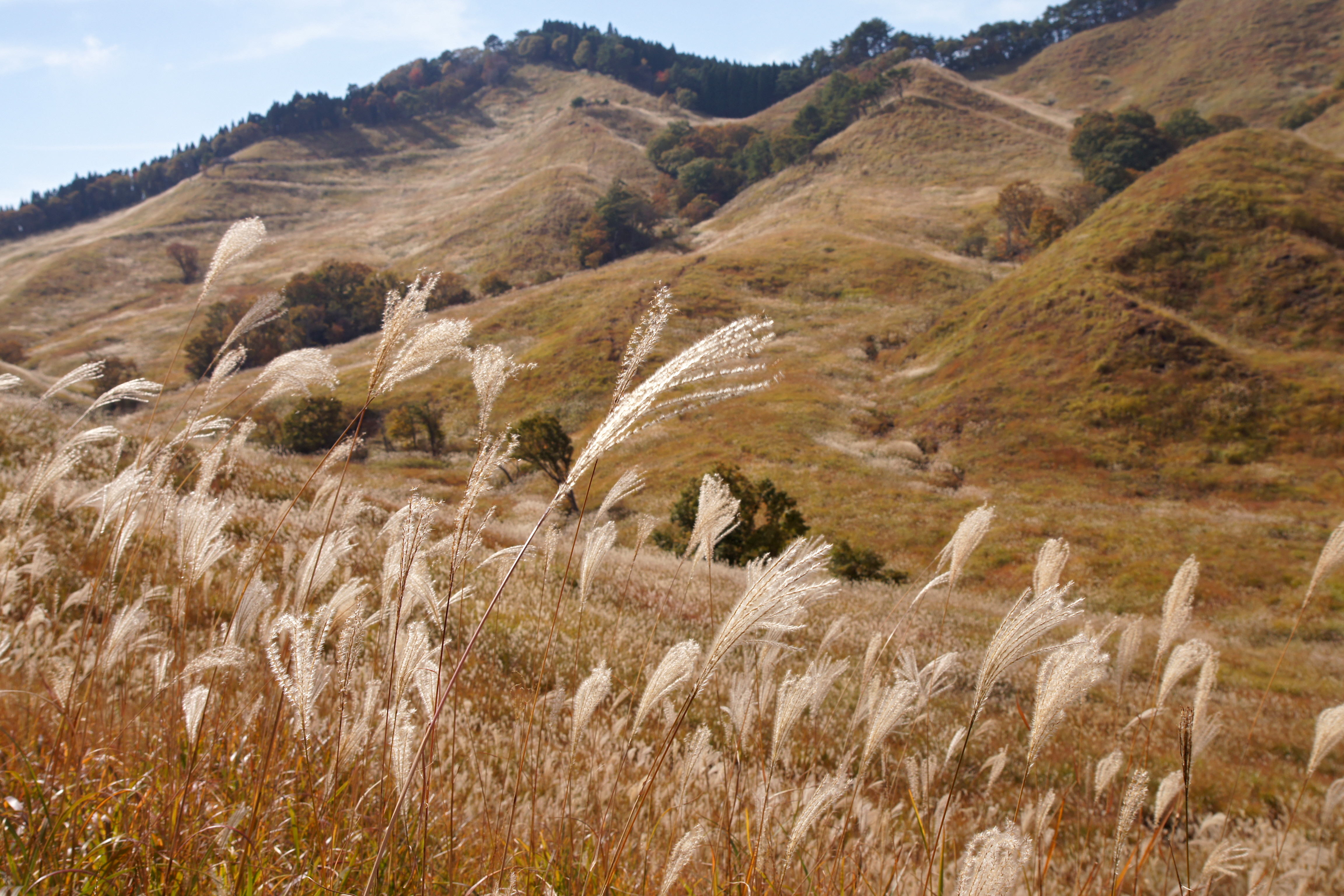
砥峰高原

砥峰高原（日语：／ Tonominekōgen）位於日本兵庫縣神崎郡神河町的一個高地，當中的芒草生長得非常豐富。

## 概要
高原屬於雪彦峰山縣立自然公園的一部份，高於海拔800至900米，草地面積約有90公頃。地形以冰緣地形為主；而其中的濕地部份，亦生長著許多的高山植物。 
即將在2010年發布、改編自村上春樹同名作品的影片《挪威的森林》，也在那裡取景。